# 빌름스 종양
빌름스 종양(Wilms' tumor, nephroblastoma, 윌름스 종양)은 어린이들에게 보통 발생하는 신장의 암으로, 성인에게도 드물게 발생한다. 이 병을 처음 기술한 독일의 외과 전문의 막스 빌름스(1867~1918년)의 이름을 따서 병명이 지어졌다. 신아종(腎芽腫)이라고도 한다.
한 해에 약 500건의 사례가 미국에서 진단되고 있다. 다수(75%)가 정상 아동에게 발병하며, 소수(25%)는 기타 발달이상과 관련되어 있다. 치료에 상당히 높은 반응성이 있으며 적어도 5년 내 생존률이 환자 중 약 90%를 차지한다.

## 증상
빌름스 종양의 증상은 다음을 포함한다:
- 무통, 손에 만져질만한 복부 덩어리
- 식욕 부진
- 복통
- 발열
- 구역질 및 구토
- 혈뇨 (사례 중 약 20%)
- 일부에게는 고혈압

## 진단
첫 증상은 일반적으로 통증이 없는 복부 종양으로 나타나며 의사에 의해 쉽게 감지될 수 있다. 의료 초음파, CT 스캔, MRI 스캔을 먼저 수행한다. 종양 생체 검사는 암 조직의 파편을 만들어낼 위험이 있고 복부에 암세포를 퍼뜨릴 수 있어 일반적으로 수행하지 않는다.

## 병기
병기(staging)는 빌름스 종양의 확산 정도를 기술하는 표준 방식이며 예후와 치료를 결정한다. 병기는 해부학적 발견과 종양 세포의 병리적 측면에 기반하여 이루어진다.
- 스테이지 I (환자 중 43%)
- 스테이지 II (환자 중 23%)
- 스테이지 III (환자 중 20%)
- 스테이지 IV (환자 중 10%)
- 스테이지 V (환자 중 5%)

## 치료
전반적인 5년 생존률은 약 90%로 짐작되지만 개인에 따라 병변은 병기와 치료 방식에 상당히 의존한다. 초기에 제거하면 긍정적인 결과를 도출하는 경향이 있다.